# Eunidia tricolor
Eunidia tricolor là một loài bọ cánh cứng trong họ Cerambycidae.